# Place Beauvau
Place Beauvau är en öppen plats i Quartier du Faubourg-du-Roule i Paris åttonde arrondissement. Platsen är uppkallad efter Charles-Juste de Beauvau-Craon (1720–1793), marskalk av Frankrike.
Frankrikes inrikesministerium är inhyst i Hôtel de Beauvau vid Place Beauvau 96.

## Omgivningar
- Saint-Philippe-du-Roule
- Palais de l'Élysée

## Bilder
| - Gatuskylt. - Charles-Juste de Beauvau-Craon. - Hôtel de Beauvau, trådgårdsfasaden. |

## Kommunikationer
- Tunnelbana – linjerna   – Miromesnil
- Busshållplats Matignon–Saint-Honoré – Paris bussnät, linje 93

### Webbkällor
- ”Place Beauvau”. Mairie de Paris. https://web.archive.org/web/20150910064810/http://www.v2asp.paris.fr/commun/v2asp/v2/nomenclature_voies/Voieactu/0795.nom.htm. Läst 1 september augusti 2022.
- ”Place Beauvau”. Les rues de Paris. https://web.archive.org/web/20171024075048/http://www.parisrues.com/rues08/paris-08-place-beauvau.html. Läst 1 september 2022.